# Cara de Pau
"Cara de Pau" é uma canção da cantora pop brasileira Natália Subtil, lançada como single em 20 julho de 2013, sendo seu primeiro single lançamento em carreira solo. entrou para trilha sonora da telenovela Chiquititas.

## Composição
"Cara de Pau" é uma canção de pop e dance-pop. Foi composta por Felipe Zero, Dalto Max, Alvaro e Paulo Mac, sendo produzida por Güido Laris no estúdio Akasha Sound Lab, no México. 

## Histórico de lançamento
| País   | Data                | Formato          | Gravadora        |
| ------ | ------------------- | ---------------- | ---------------- |
| Brasil | 20 de julho de 2013 | Download digital | Building Records |